# Nottwil
Nottwil (toponimo tedesco) è un comune svizzero di 4 091 abitanti del Canton Lucerna, nel distretto di Sursee.

## Geografia fisica
Il territorio di Nottwil comprende parte del lago di Sempach.

## Storia
Il comune di Nottwil fu istituito nel 1801.

## Monumenti e luoghi d'interesse
- Chiesa parrocchiale cattolica di Santa Maria, attestata dal 1276 e ricostruita nel 1497, nel 1686-1688 e nel 1868-1872[3];
- Cappella cattolica di Santa Margherita in località Tann, eretta nel 1480-1490[3];
- Cappella cattolica di Sant'Anna in località Gattwil, eretta nel 1574[3];
- Cappella cattolica di Flüss, eretta nel 1678[3];
- Castello di Tannenfels, attestato dal 1250 circa, ricostruito nel 1687 da Johann Kaspar Mayr von Baldegg e ampliato nel 1752 e nel 1912[4].

## Società

### Evoluzione demografica
L'evoluzione demografica è riportata nella seguente tabella:
Abitanti censiti

### Istituzioni, enti e associazioni

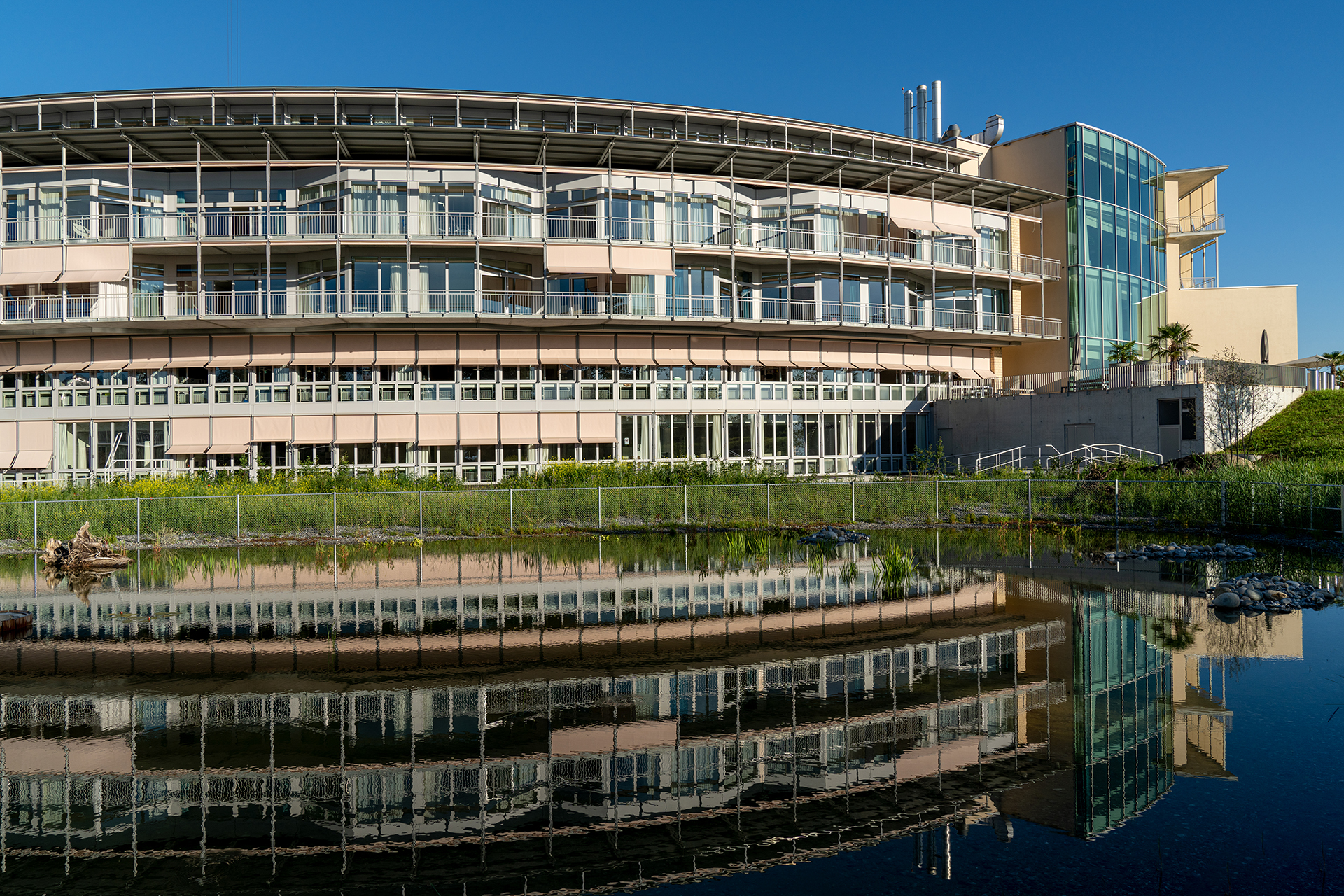
Il Centro svizzero per paraplegici

A Nottwil dal 1990 hanno sede il Centro svizzero per paraplegici (Schweizer Paraplegiker Zentrum, SPZ) e il centro di formazione della Croce Rossa Svizzera.

## Geografia antropica

### Frazioni

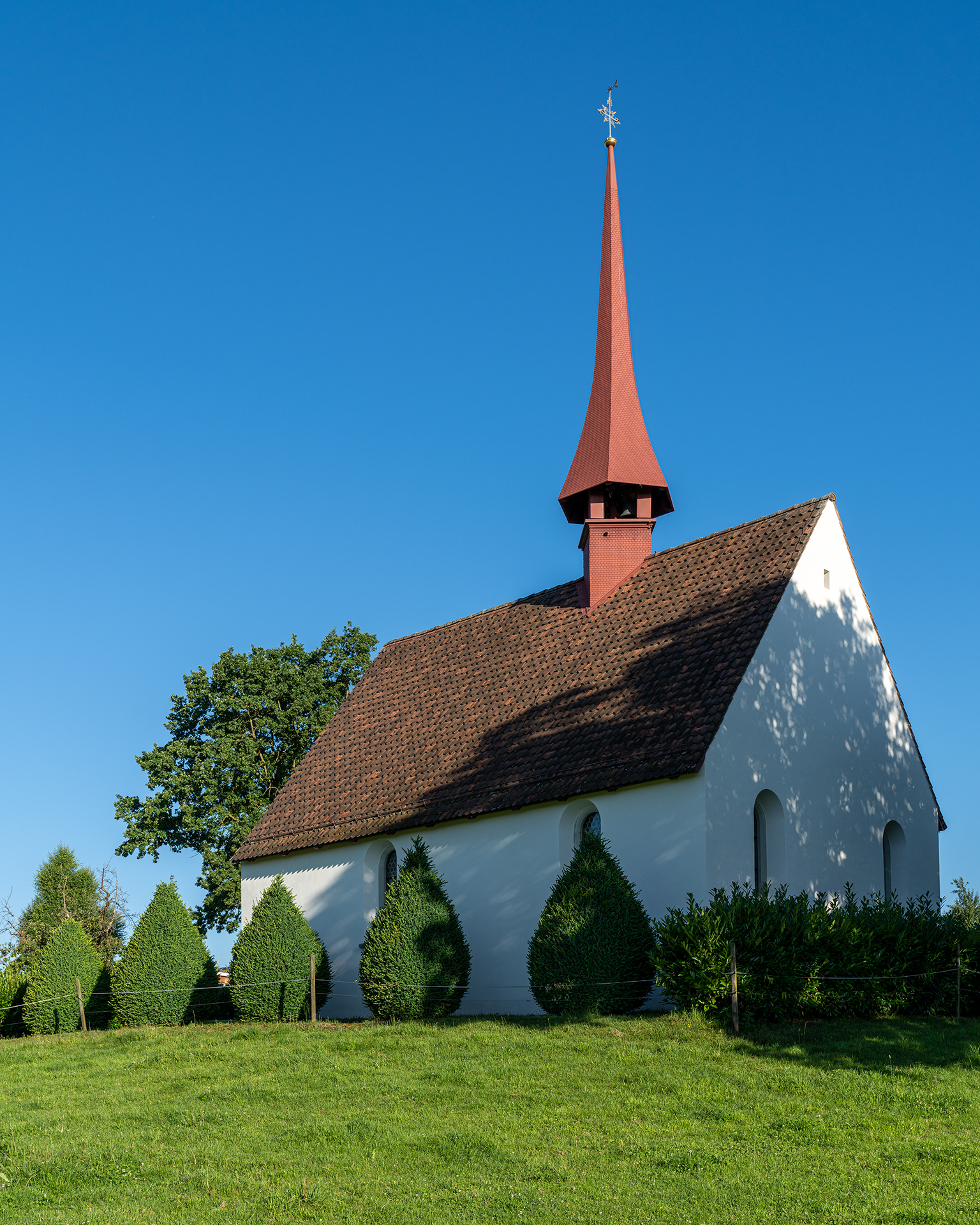
La cappella di Santa Margherita a Tann

Le frazioni di Nottwil sono:
- Eggerswil
- Ei
- Gattwil
- Huprächtigen
- Tann
- Studen

## Economia
L'economia locale si basa prevalentemente sul settore terziario; a Nottwil ha sede l'azienda costruttrice di strumenti musicali Paiste.

## Infrastrutture e trasporti

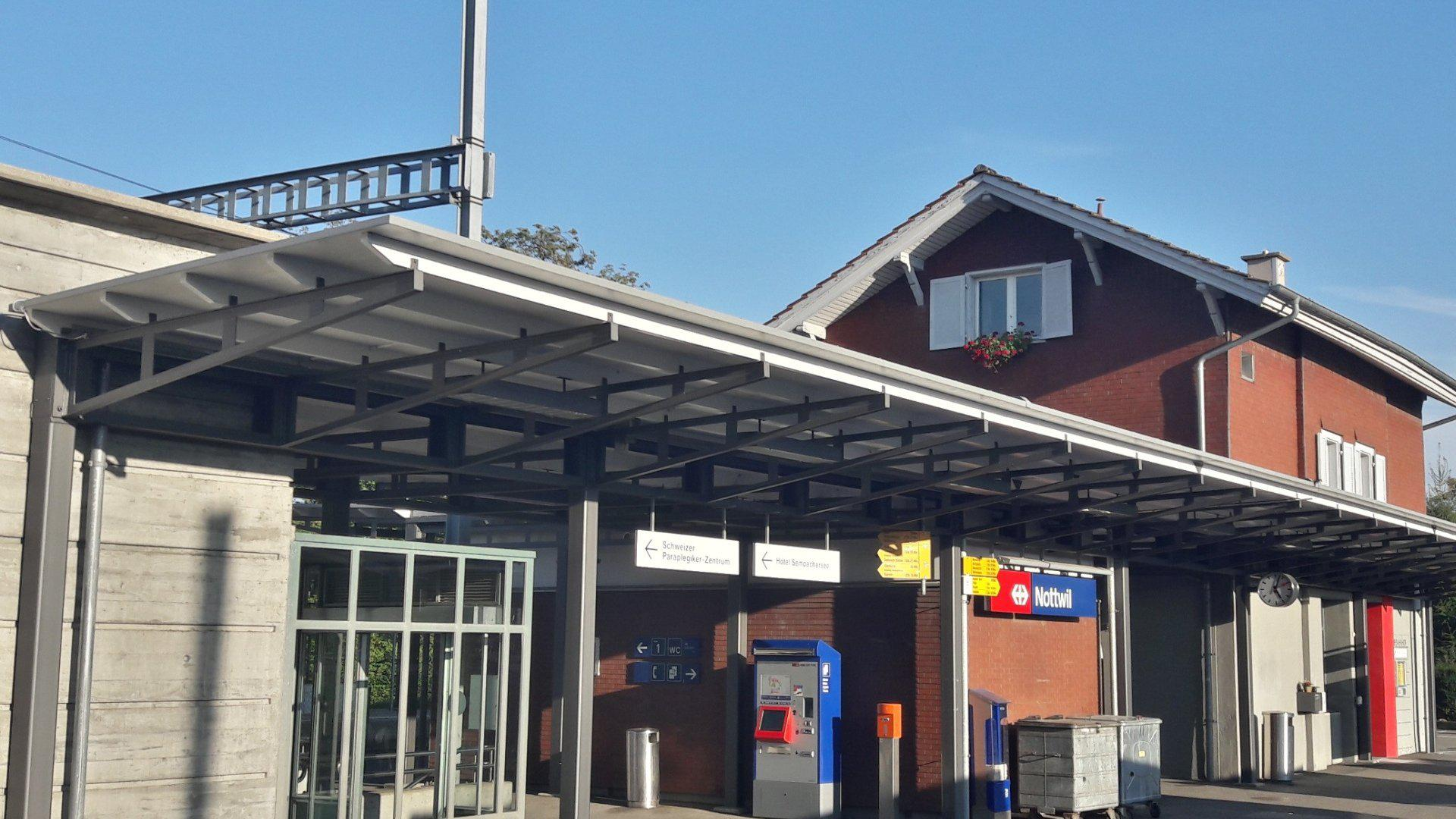
La stazione di Nottwil

Nottwil è servito dall'omonima stazione sulla ferrovia Olten-Lucerna.

## Sport

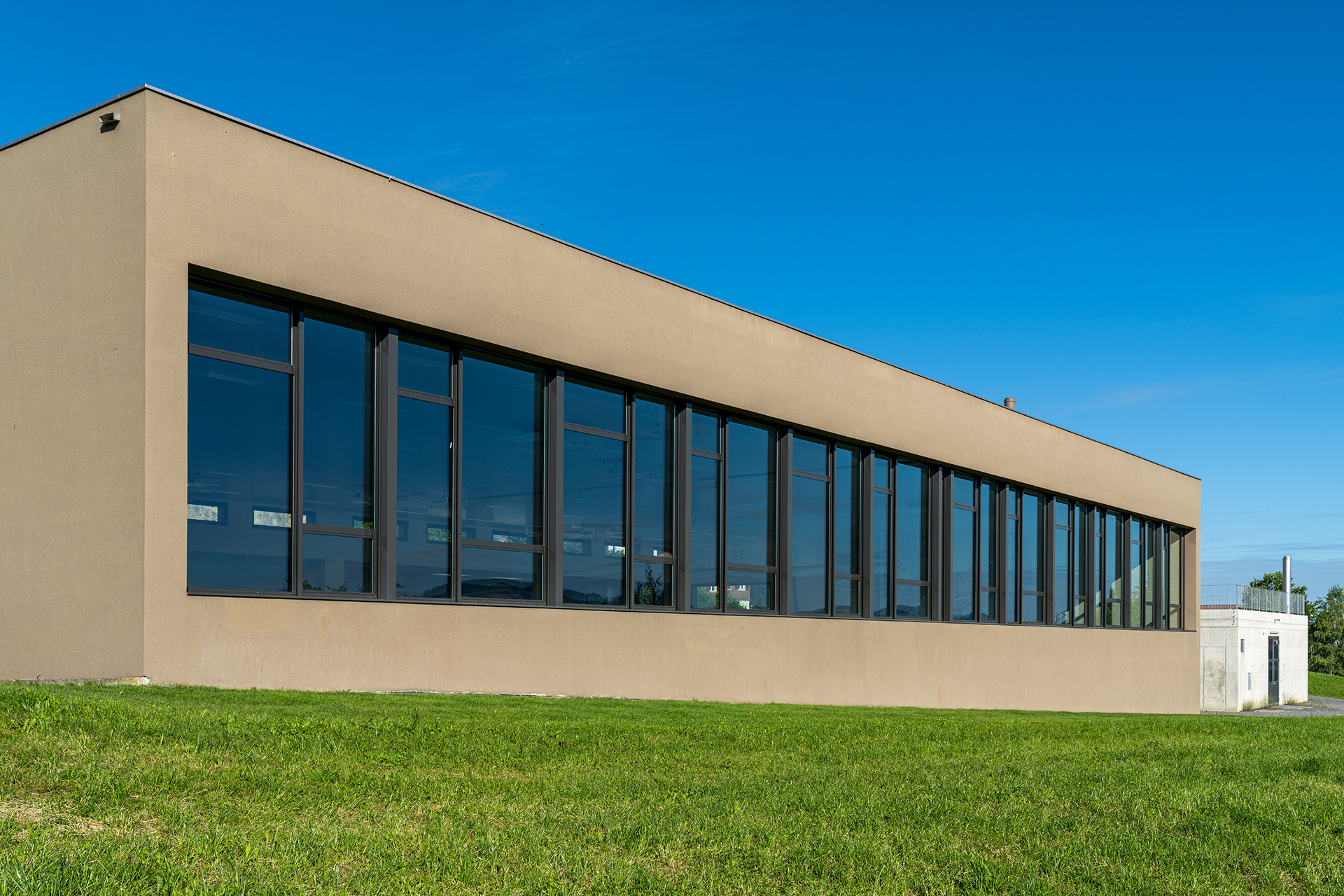
La Sporthalle

Nottwil ha ospitato il Campionato mondiale di rugby in carrozzina 2015 e i Campionati del mondo di paraciclismo 2015.